# Manto (Honduras)
Manto is een gemeente (gemeentecode 1515) in het departement Olancho in Honduras.
Het dorp ligt aan de voet van de berg La Cruz, aan de rivier die ook Manto heet. Er is een basis- en een middelbare school, elektriciteit, drinkwater, telefoon en internet.
Tot 1865 was Manto de hoofdplaats van het departement Olancho. In dat jaar werd het door generaal José María Medina in brand gestoken. Daarom werd Juticalpa vanaf 12 augustus 1865 de hoofdstad.

## Indeling
De gemeente Manto telt 7 dorpen (aldeas): Uluapa, El Cerro, Ojo de Agua, Jimasque, Boca del Monte, Sabana Larga en Amacuapa
Verder zijn er 66 gehuchten (caserios).

## Bevolking
De bevolking is als volgt verdeeld:
| Vrouwen | 5777 | 49,4% |
| Mannen  | 5920 | 50,6% |

## Dorpen
De gemeente bestaat uit negen dorpen (aldea), waarvan het grootste qua inwoneraantal: Jimasque (code 151506).